# Mount Airy (Georgia)
Mount Airy – miasto w Stanach Zjednoczonych, w stanie Georgia, w hrabstwie Habersham.